# Euspilotus inversus
Euspilotus inversus är en skalbaggsart som först beskrevs av Lewis 1899.  Euspilotus inversus ingår i släktet Euspilotus och familjen stumpbaggar. Inga underarter finns listade i Catalogue of Life.